# Llombai
Llombai település Spanyolországban, Valencia tartományban. Llombai Alfarp, Catadau, Montserrat, Montroy, Real de Montroi, Dos Aguas és Picassent községekkel határos. Lakosainak száma 2767 fő (2024).

## Népesség
A település népessége az utóbbi években az alábbiak szerint változott:
| Lakosok száma | 2250 | 2320 | 2600 | 2811 | 2817 | 2787 | 2702 | 2685 | 2648 | 2767 |
|               | 2001 | 2004 | 2007 | 2009 | 2012 | 2014 | 2017 | 2019 | 2022 | 2024 |